# Indy (groupe)
Indy est un groupe de rock français dont ont fait partie les chanteurs Cali et Pascal Bizern.

## Discographie:albums studio
- 1995 Contes, sexes et cris du chœur (album autoproduit)

Party 1 : Sexe (Is Good For Us)
1	Louise	3:54
2	Laisse-Moi Tout Te Faire	4:13
3	Septième Ciel	4:21
Partie 2 : Contes (Sur Toi)
4	Art Parker	4:04
5	Sometime It Snows In April
Music By, Lyrics By – Prince And The Revolution
5:05
6	La Haine & Les Vrais Garçons	3:40
Part Pris 3 : Cris Du Chœur (Et De La Soul)
7	La Guernica Du Nord	4:12
8	Sweet Little Rain	4:33
9	Oui Lord	4:24
10	Tommy Alone	3:36
11	J'Aimerais Sourire	3:25
12	Hell's Angel	3:54
Distributed By – Aloha - European Rock System
Manufactured By – Ibermemory
Credits
Bass, Vocals – Henri Serra
Co-producer – Henriette Torrenta, Indy (8), Yvon "Môssieu" Delory*
Design Concept, Layout, Photography By – Yvon Delory
Drums, Percussion, Vocals, Triangle – Frédéric "Zato" Espilondo*
Flute, Bagpipes – Jérôme Blateau (tracks: 8)
Gong – Yvon Delory (tracks: 8)
Guitar, Harmonica, Vocals – Bruno Caliciuri
Guitar, Lead Guitar, Mandola, Vocals – Jak Jimenez
Harmonica – Richie Faret (tracks: 5)
Keyboards – Frédéric Menossi (tracks: 7)
Lead Vocals – Pascal Bizern
Lyrics By – Pascal Bizern
Music By – Bruno Caliciuri (tracks: 2,3,8,11), Dominique Denat (tracks: 8), Frédéric Menossi (tracks: 7), Indy (8) (tracks: 4,9), Jak Jimenez (tracks: 2,3,8,11), Pascal Bizern (tracks: 1,2,3,6,7,8,10,11,12)
Notes
Track 6, "La Haine & Les Vrais Garçons", is wrongly indicated as "La Haine & Les Garçons" on back cover.
Barcode and Other Identifiers : Rights Society: SACEM / SDRM
Matrix / Runout: KEV-041088 # 1
- 1995 : Tu es si belle qu'il se met à pleuvoir

1. Allez loue moi
2. Tumeurumeur
3. Telle est la télé
4. Sake song
5. Elle a dit oui
6. Rêve américain
7. Ma génération coule
8. Le mal
9. Non, non, non
10. Ne me lâche pas
11. Mi ami amor
12. Le Mouette's Show

1997 : Non, Non, Non (CD Promo)
1. Non, Non, Non
2. Soumets toi